# Новозеландски царићи
Новозеландски царићи или новозеландске вране (лат. Acanthisittidae) су ендемска породица птица певачица Новог Зеланда, која укључује само две живуће врсте, и неколико изумрлих.

## Систематика
Новозеландски царићи су првобитно сврставани у подред крешталица, међутим ДНК анализе су показале да чине трећи подред птица певачица Acanthisitti.

## Опис
Новозеландски царићи су веома мале птице, које достижу дужину од само 8 до 10 cm, док им се тежина креће од 5–7 g у случају Acanthisitta chloris, до 50 g у случају изумрле Pachyplichas yaldwyni. Xenicus gilviventris (вероватно и Xenicus longipes) тежи 14-22 g, а изумрла Dendroscansor decurvirostris око 30 g. 
Tелo им је збијенo, с` врло кратким вратом и репом. Крила су им кратка и заобљена, а летачке способности лоше. Ноге су снажне с` дугим и танким прстима. Кљун је релативно дуг и шиљаст. Боја перја се креће од жућкасто-смеђе до зеленкасте с` горње стране тела, док им је доња страна светлија, бела или сива. Присутан је полни диморфизам, у случају врсте Xenicus gilviventris разлика у боји перја је слабо изражена, за разлику од врсте Acanthisitta chloris, код које су горњи делови тела мужјака зеленији, а женки смеђкастији и једноличнији. Код обе врсте женке су веће од мужјака.

## Начин живота
Насељавају шуме и стеновита подручја. Углавном се крећу по тлу или се пењу уз стабла у потрази за инсектима који су им главни извор хране. Понашањем понекад подсећају на глодаре. Како њих изворно није било на Новом Зеланду, новозеландски царићи су вероватно заузели њихову еколошку нишу. Живе моногамно, а гнезде се готово искључиво на тлу. Једино Acanthisitta chloris своје гнездо понекад гради на дрвећу. Младунце подижу оба родитеља.

## Врсте
- Род Acanthisitta
  - Acanthisitta chloris
- Род Xenicus
  - Xenicus gilviventris
  - †Xenicus longipes
- Род Traversia[7]
  - † Traversia lyalli
- Род Pachyplichas
  - † Pachyplichas yaldwyni
  - † Pachyplichas jagmi
- Род Dendroscansor
  - † Dendroscansor decurvirostris
- Род Kuiornis
  - †Kuiornis indicator

## Угроженост
Како се претежно гнезде на тлу, велику претњу по њихов опстанак представљају алохтоне врсте сисара. Још пре доласка Европљана на Нови Зеланд, на њега је стигао полинезијски пацов (Rattus exulans). То је довело до истребљења већег броја врста и до потискивања неких на мања острва. С` Европљанима су дошли и други пацови, мунгоси, мачке и други грабљивци којима су ове птице биле лак плен. Данас постоје само две живеће врсте, угрожена Xenicus gilviventris, и релативно честа Acanthisitta chloris. 